# Gezipark-protesten

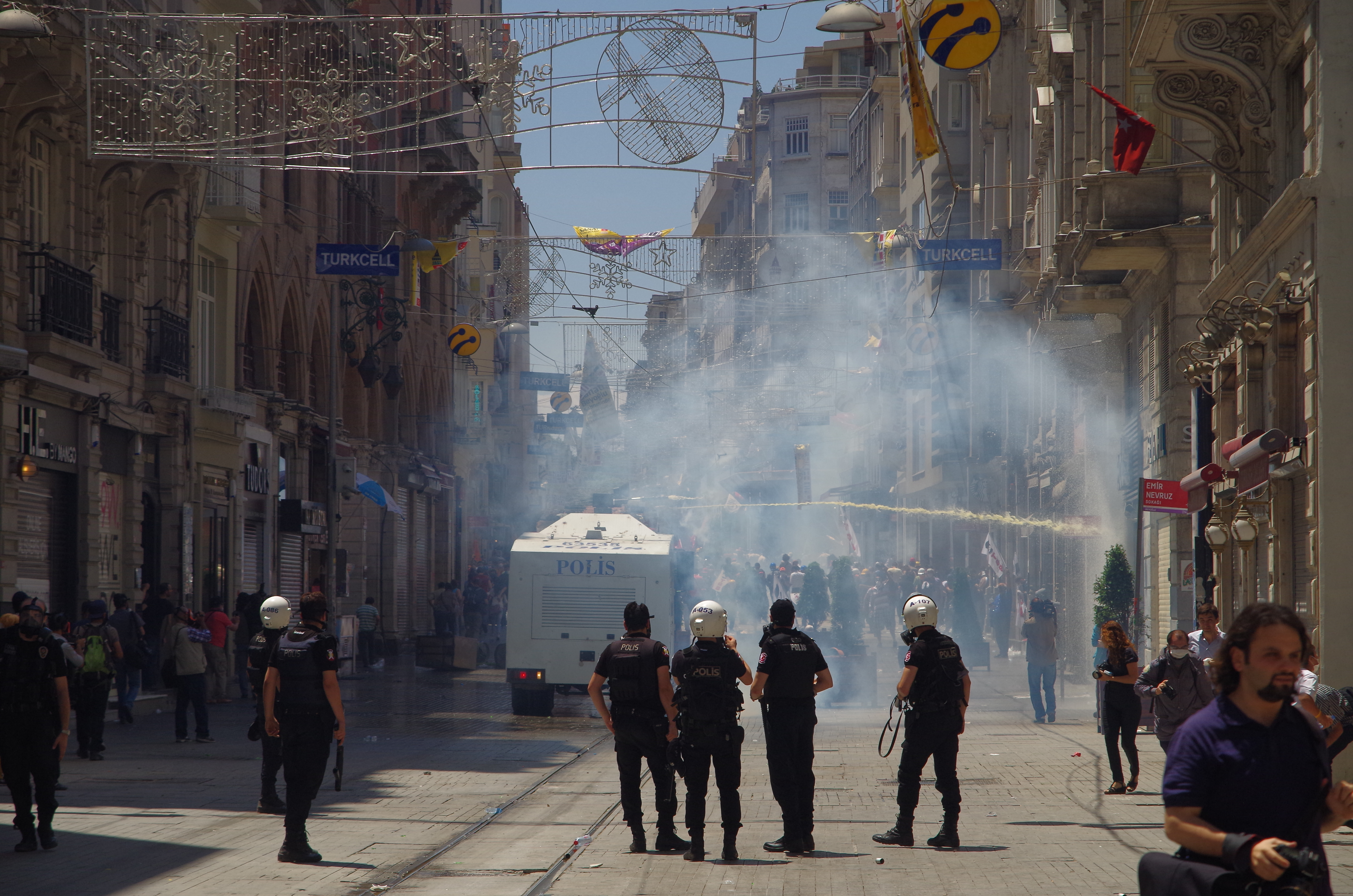
Traangas en waterkannon op İstiklâl Caddesi, het hart van Istanboel.

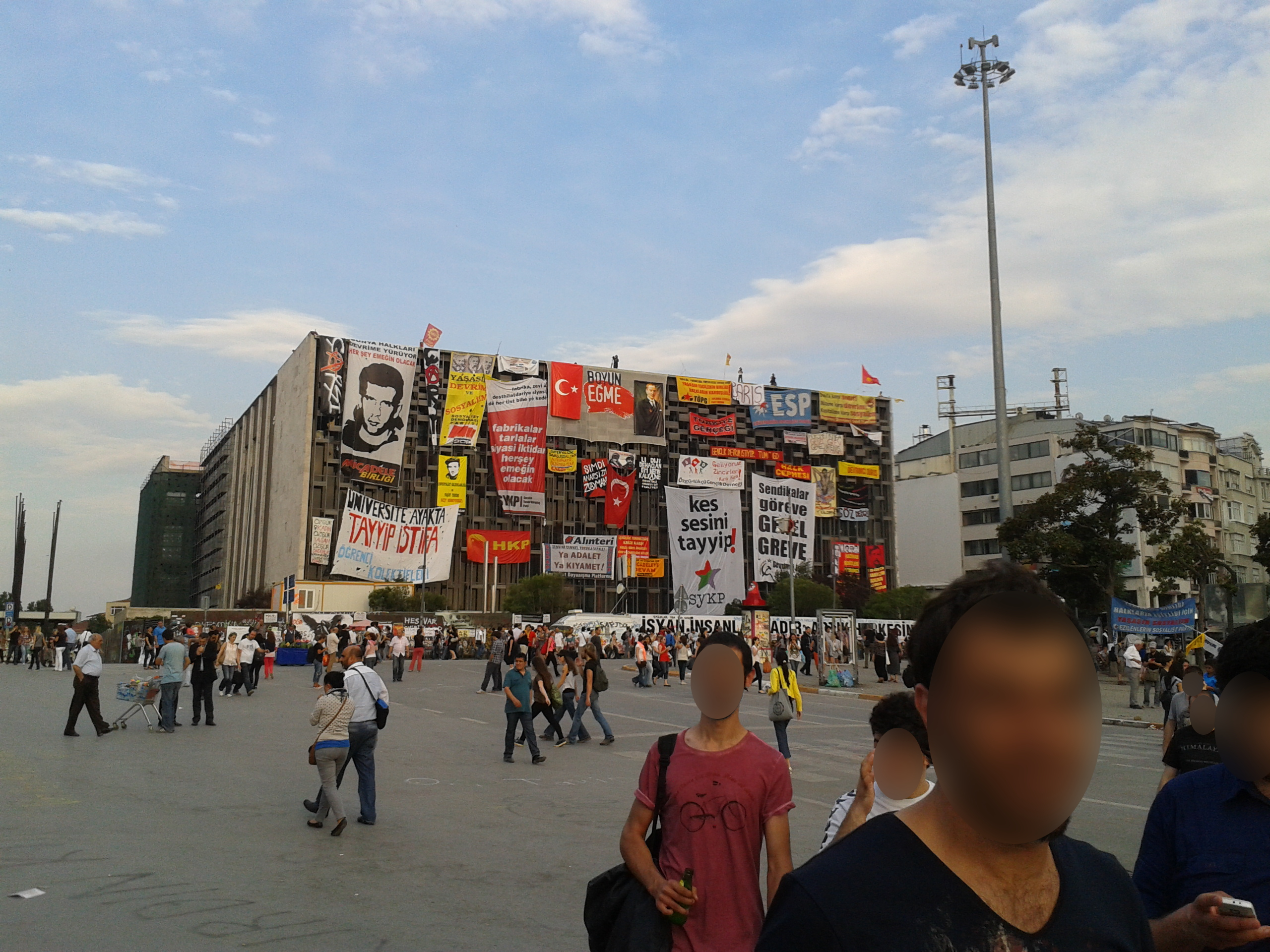
Het 'Atatürk cultureel centrum' behangen met vlaggen van burgerbewegingen. Premier Erdogan wilde dit gebouw laten vervangen door een nieuw theater.

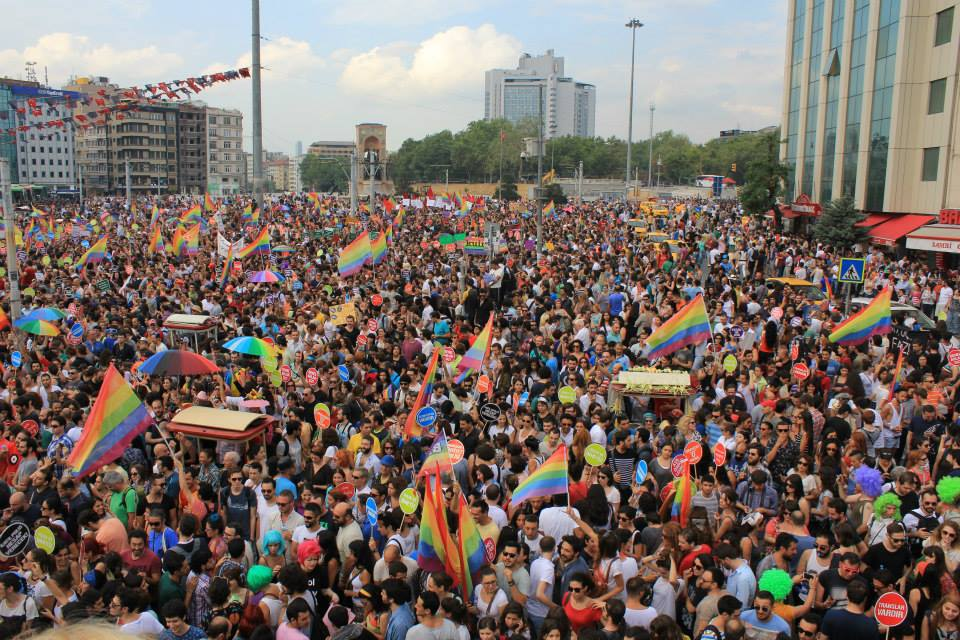
Tienduizenden deelnemers aan de İstanbul Pride op het Taksimplein, dagen nadat het plein door de politie was leeggeruimd. De lgbt-gemeenschap was zeer actief tijdens de demonstraties.

De Gezipark-protesten zijn een reeks demonstraties tussen 27 mei en 20 augustus 2013. Wat begon als een lokale protestactie tegen bouwplannen in het Gezipark in Istanboel, groeide al snel uit tot een landelijke golf van protesten tegen onder meer het autoritaire beleid van premier Recep Tayyip Erdoğan. In de loop van de maanden waren er bijna 5000 demonstraties verspreid over heel Turkije, met zo’n 3,5 miljoen deelnemers. Sociale media speelden een belangrijke rol in de demonstraties, vooral omdat een groot deel van de Turkse nieuwsmedia de protesten negeerde of bagatelliseerde, vooral in de vroege stadia.
De overheid reageerde afwijzend en hard. De politie sloeg de demonstraties neer met traangas en waterkanonnen. Er vielen 22 doden en meer dan 8000 gewonden, daarnaast waren er meer dan 3000 arrestaties. Buitensporig gebruik van geweld door de politie en de totale afwezigheid van dialoog door de regering met de demonstranten werd bekritiseerd door andere landen en internationale organisaties. Premier Erdoğan zelf omschreef de demonstranten als "plunderaars", wat door hen als geuzennaam werd aangenomen.
Aan de demonstraties namen mensen van verschillende achtergronden en politieke overtuigingen deel. Hun klachten varieerden van de oorspronkelijke lokale milieuproblematiek tot zaken als het autoritarisme van Recep Tayyip Erdoğan, verboden op alcohol, een recente rel over zoenen in het openbaar en de Syrische Burgeroorlog.

## Achtergrond
De demonstraties begonnen als vreedzaam protest van enkele tientallen milieuactivisten tegen de bebouwing van het Gezipark, een van de laatste stukjes groen in het centrum van Istanboel en direct naast het Taksimplein. Al snel sloten zich architectenverenigingen en enkele politici bij hen aan. Nadat de politie in Istanboel hardhandig een einde maakte aan dit vreedzaam protest trok in enkele dagen een protestgolf over het hele land. Deze demonstraties waren niet meer gericht op het behoud van het park, maar omvatte een breed scala aan problemen, waaronder het cliëntelisme van de regerende AK-partij en de regeerstijl van premier Erdogan. In enkele steden werd wekenlang gedemonstreerd, naast Istanboel en Ankara ook in Antakya, dicht bij de Syrische grens. Volgens de Turkse overheid deden zo'n 2,5 miljoen mensen mee met de demonstraties. In september laaide de demonstraties in enkele steden weer op. De demonstraties zijn vergeleken met de Parijse studentenrevolte en de demonstraties na de Iraanse presidentsverkiezingen 2009, alsook met de Occupybeweging.
Hoewel de aanvankelijke reden om te demonstreren (het bebouwen van Gezipark) is weggenomen, zijn de wensen van de demonstranten niet ingewilligd. Protest wordt voortgezet op ludieke wijze door bijvoorbeeld regenbogen in de publieke ruimte te schilderen. Bij de demonstraties raakten enkele duizenden mensen gewond en vielen er tevens meerdere doden. De Turkse regering is door diverse landen en NGO's aangesproken op het gebruik van excessief politiegeweld in de vorm van traangas en rubberen kogels. Amnesty International heeft opgeroepen om deze producten niet meer aan Turkije te verkopen.

## Geschiedenis

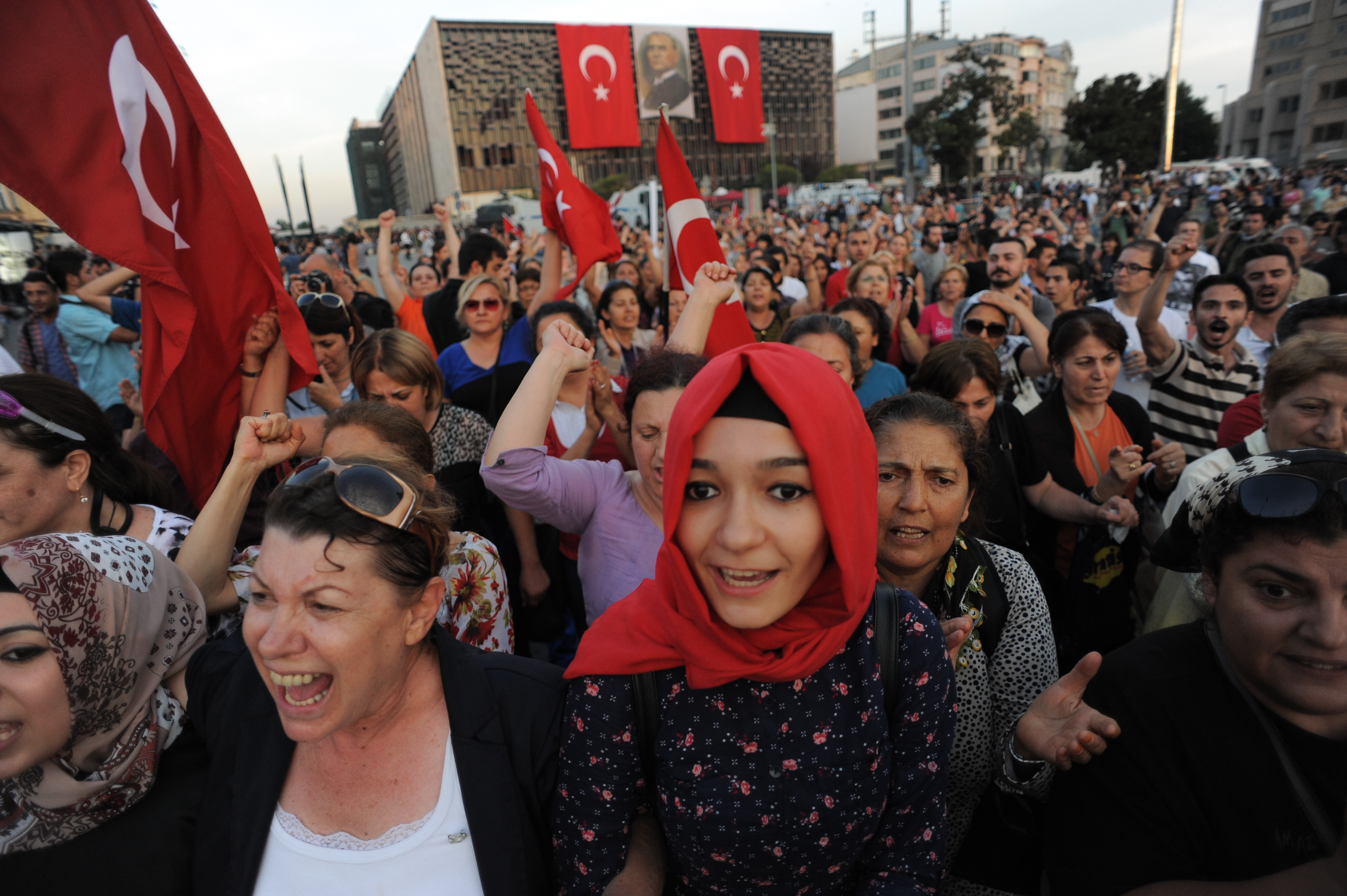
Veel vrouwen in hoofddoeken namen deel aan de demonstranties, hoewel de pro-AKP media desinformatie verspreiden dat ze werden aangevallen door de demonstranten.

Wat begon met een kleine sit-in in Istanboel voor het behoud van het Gezipark, een stadspark nabij het Taksimplein, verspreidde zich snel tot protesten tegen Erdoğan in 67 van de 81 provincies, volgens nieuwsagentschap Andalou. Nadat de politie op het Taksimplein fel reageerde op de aanvankelijk vreedzame protesten met traangas, waarbij een demonstrant om het leven kwam, groeide het protest gedurende de daaropvolgende zeven dagen.
Geconfronteerd met de meest massale protesten in tien jaar, maakte Erdoğan een controversiële opmerking in een op televisie uitgezonden toespraak: "De politie was er gisteren, is er vandaag en zal er morgen zijn. Het Taksimplein mag geen plaats zijn waar marginale groepen vrij rondlopen." Kort na het begin van de groeiende protesten verliet hij het land voor een bezoek aan Marokko, waar hij een koud onthaal kreeg en niet werd ontvangen door Koning Mohammed VI van Marokko.
Gebruikers van sociale media zoals Twitter werden opgespoord, gearresteerd en beschuldigd van het 'aanzetten tot haat en openbare vijandigheid'. Erdoğan verklaarde:

Sociale media vind ik de ernstigste bedreiging voor de samenleving.
— Recep Tayyip Erdoğan

Ten minste 50 advocaten die demonstranten van het Taksimplein verdedigden en die een persverklaring wilden afgeven over de gebeurtenissen rond het Gezipark werden opgepakt.
Vier relatief kleine Turkse televisiezenders die verslag deden van de demonstraties op het Taksimplein kregen een boete, omdat zij volgens de Turkse toezichthouder schade hadden toegebracht aan de "lichamelijke, morele en mentale ontwikkeling van de jeugd". Grote televisiestations, zoals CNN Türk en de publieke zender TRT, deden nauwelijks tot geen verslag van de demonstraties en ongeregeldheden op het Taksimplein.
In de avond van 15 juni werd het Gezipark door de politie ontruimd. De politie gebruikte traangas en waterkanonnen. Een overmacht aan oproerpolitie werd ingezet om de protesten de kop in te drukken. Medische functionarissen schatten dat 5000 mensen gewond zijn geraakt en ten minste vier gedood sinds de protesten begonnen. Premier Erdoğan kondigde eerder al aan dat de protesten wat hem betreft lang genoeg hadden geduurd en dat hij het Gezipark zou laten ontruimen.
Nadat het Gezipark ontruimd werd, ontstond een nieuw soort protest, de "staande man" of "staande vrouw". Het begon met een bekende artiest, Erdem Gunduz, die urenlang op het Taksimplein bleef staan staren naar de Turkse vlaggen aan het Culturele Centrum van Ataturk. Afbeeldingen hiervan deden de ronde op het internet en het werd overgenomen door anderen.

## Reacties
- In een officiële verklaring van de Europese Commissie, zei de hoge vertegenwoordiger voor Buitenlandse Zaken en Veiligheidsbeleid, Catherine Ashton, het "disproportioneel gebruik van geweld door de leden van de Turkse politie" te betreuren.[39]
- Het Europees parlement nam een motie aan waarin Turkije werd opgeroepen vrijheid van meningsuiting en protest te respecteren, en om omwonenden inspraak te geven in alle stedelijke en regionale projecten. Tevens sprak het parlement zijn bezorgdheid uit over de staat van de Turkse media, die niet of nauwelijks aandacht besteedden aan de demonstraties.[40]

## Galerij

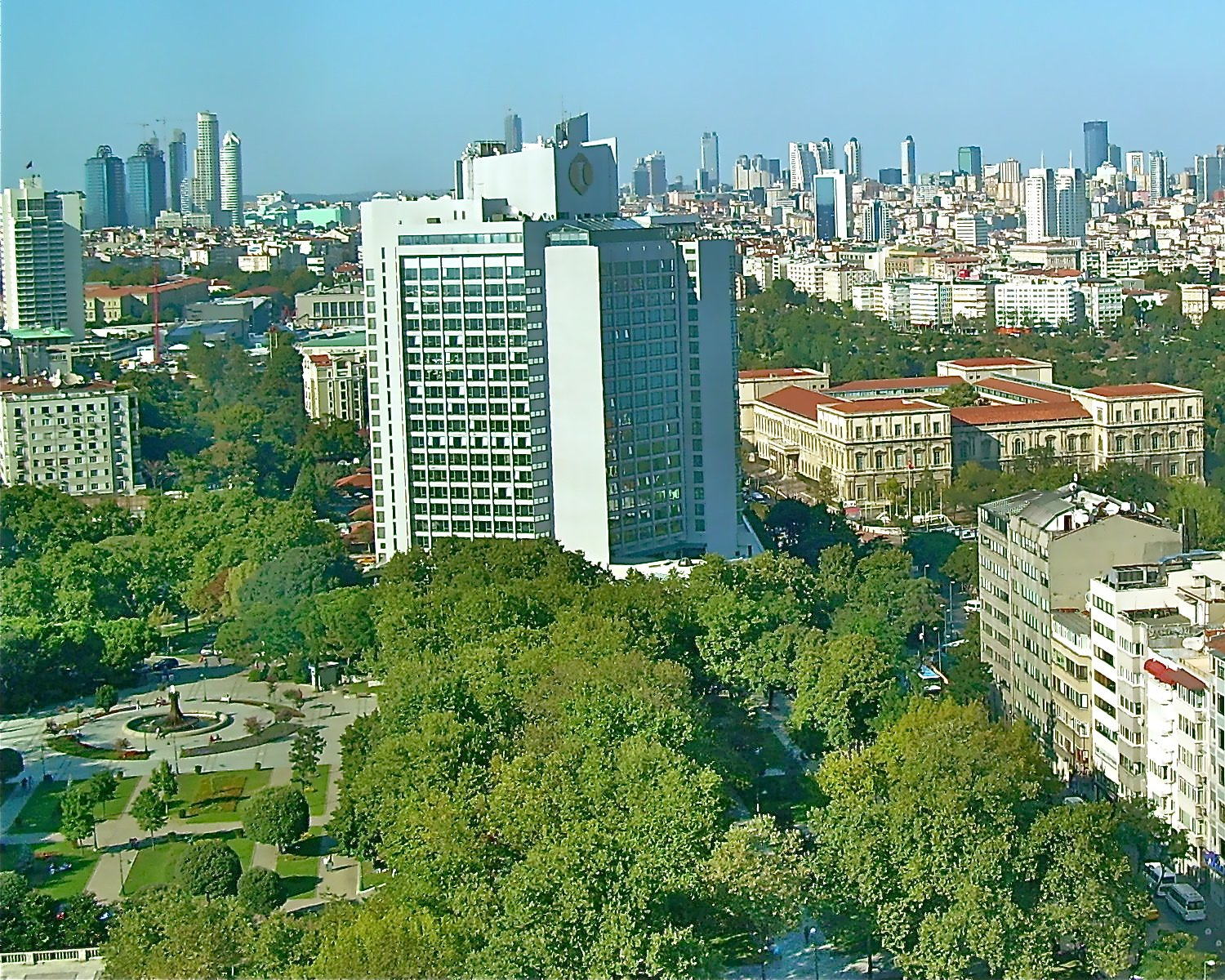
Het Gezipark vanuit het Marmara Hotel.
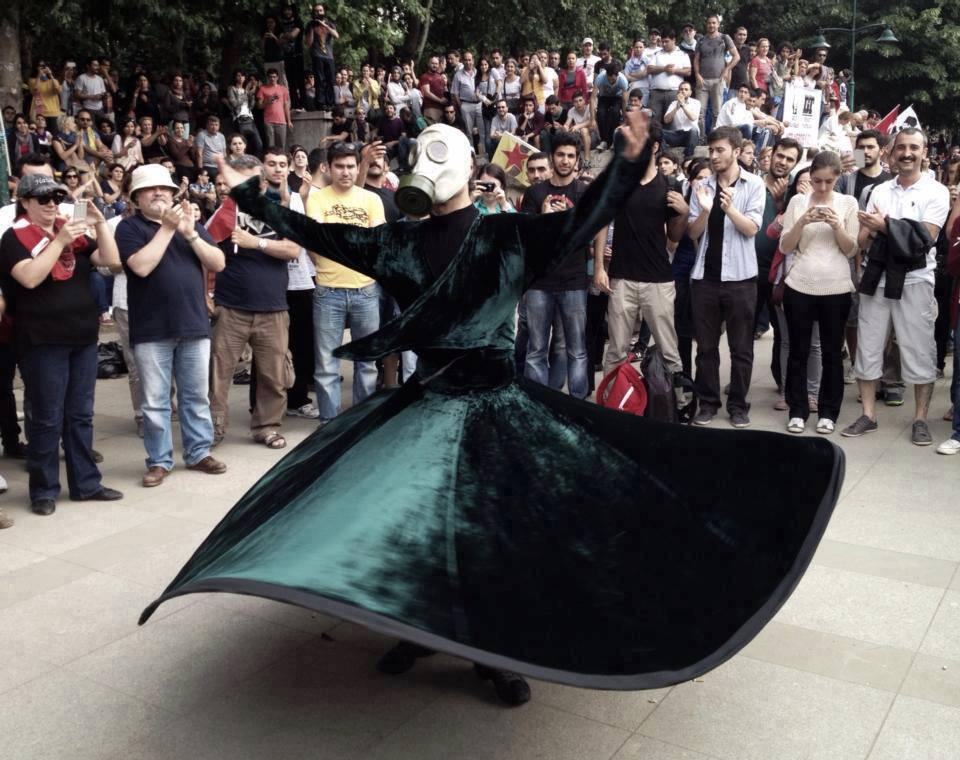
Een soefi-demonstrant met gasmasker.
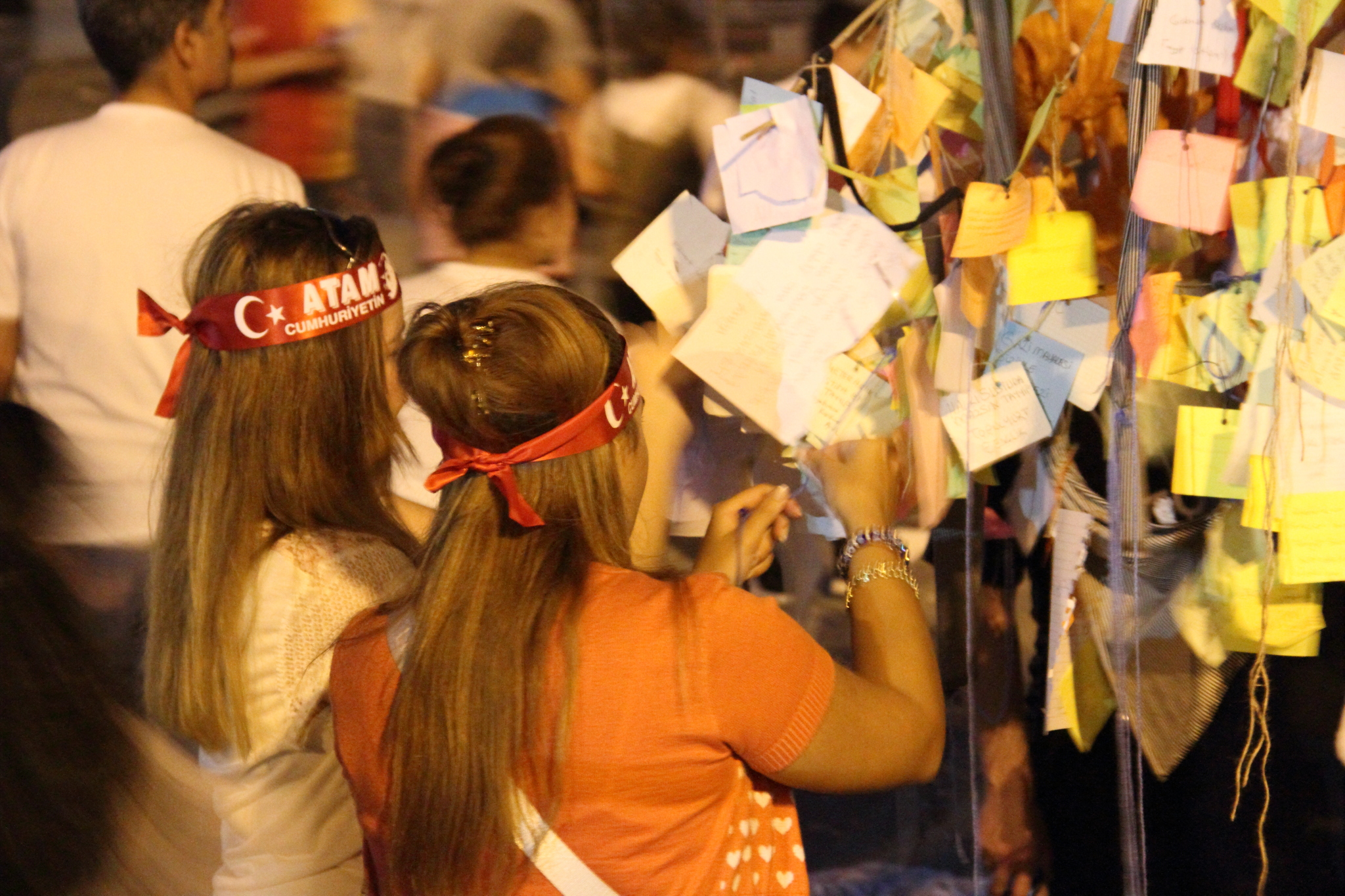
Jonge demonstranten hangen een briefje aan een wensboom.
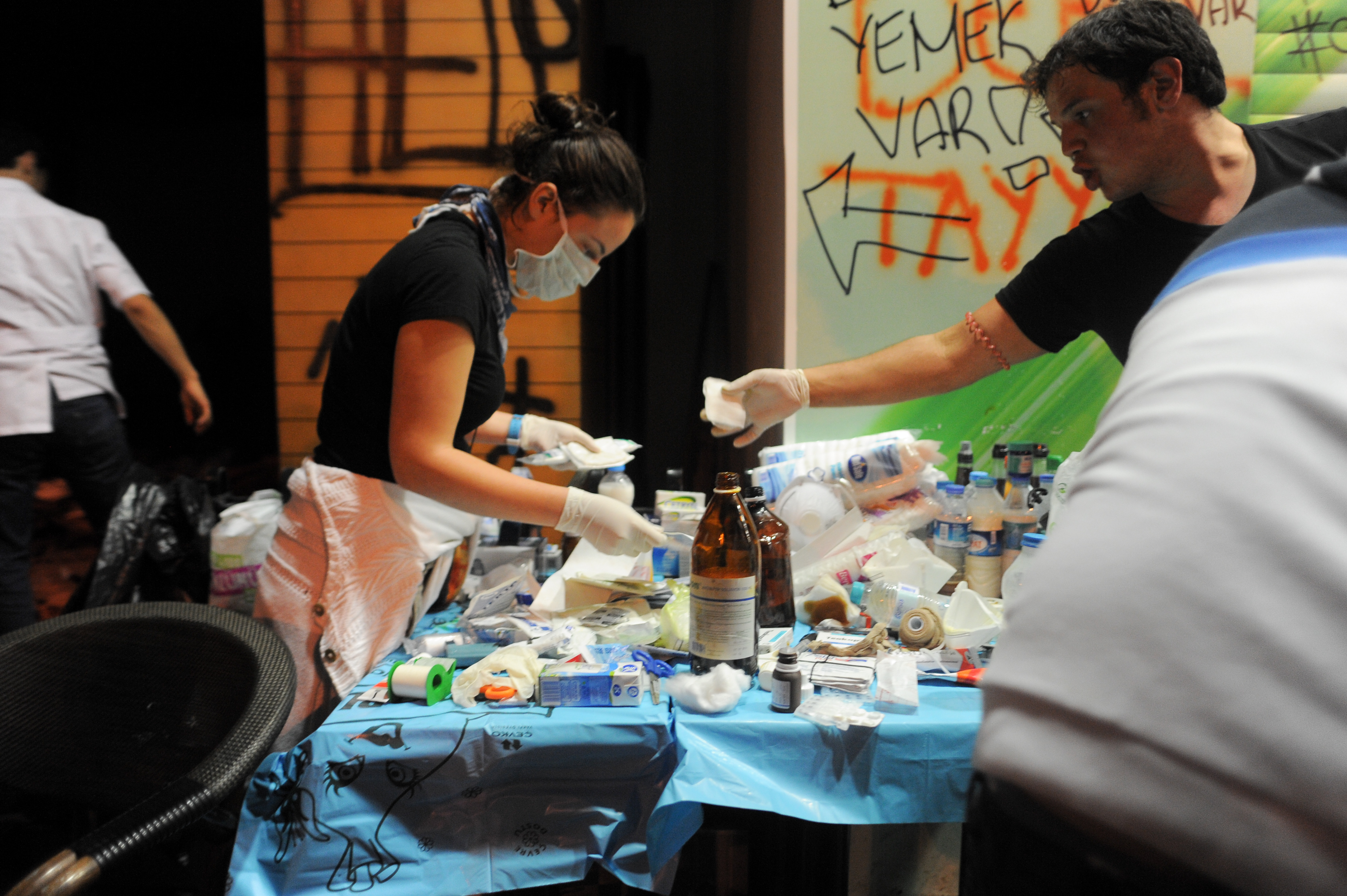
Vrijwillige medische hulp, verschillende vormen van traangas werden gebruikt.
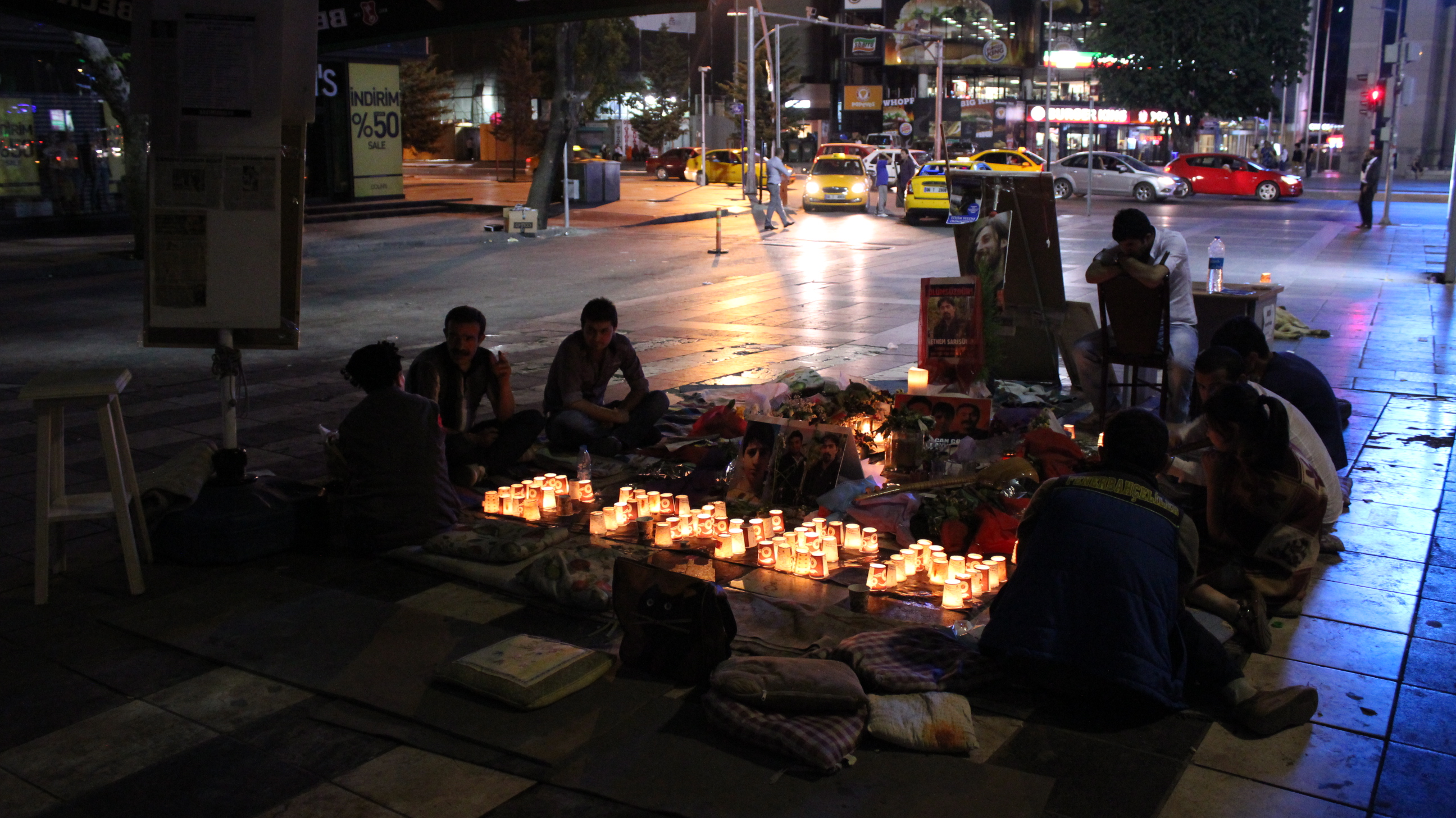
De sterfplaats van Ethem Sarısülük in Ankara diende wekenlang als gedenkplaats.